# La Blonde et moi
Pour plus de détails, voir Fiche technique et Distribution.
La Blonde et moi (titre original : The Girl Can't Help It) est un film américain réalisé par Frank Tashlin, sorti en 1956, avec Jayne Mansfield dans le rôle principal. Tournée en DeLuxe Color, la production est à l'origine conçue pour exploiter l'image du sex-symbol, avec une intrigue secondaire satirique impliquant des adolescents et de la musique rock 'n' roll. Le résultat, inattendu, est appelé la célébration « la plus puissante » de la musique rock jamais filmée. En effet le film met en scène quelques-unes des stars de l'époque comme Little Richard, Eddie Cochran, Gene Vincent, Fats Domino ou The Platters.

## Synopsis
Le mafieux Marty Murdock souhaite faire de sa future femme, Jerri Jordan, une vedette de la chanson. Pour cela il engage Tom Miller, ancien impresario, alcoolique, qui accumule les dettes de bar depuis que Julie London, son ancienne vedette, l'a quitté. Miller use d'une stratégie qui a fait ses preuves pour faire remarquer Jerri, mais il s'aperçoit vite qu'elle chante complètement faux et n'aspire qu'à devenir une femme au foyer modèle.

## Fiche technique
- Titre : La Blonde et moi
- Titre original : The Girl Can't Help It
- Réalisation : Frank Tashlin
- Scénario : Frank Tashlin et Herbert Baker d'après le roman Do Re Mi de Garson Kanin
- Production : Frank Tashlin
- Société de production : Twentieth Century Fox
- Musique : Leigh Harline et Lionel Newman (non crédité)
- Photographie : Leon Shamroy
- Montage : James B. Clark
- Direction artistique : Leland Fuller et Lyle R. Wheeler
- Décorateur de plateau : Paul S. Fox et Walter M. Scott
- Costumes : Charles Le Maire
- Pays d'origine :  États-Unis
- Format : Couleurs - 2,35:1 - Stéréo 4-Track Stereo (Westrex Recording System) - 35 mm
- Genre : Film musical
- Durée : 99 minutes
- Dates de sortie :
  - États-Unis : 1er décembre 1956

## Distribution
- Tom Ewell : Tom Miller
- Jayne Mansfield : Jerri Jordan
- Edmond O'Brien : Marty Murdock
- Julie London : Elle-même
- Barry Gordon : Barry
- Henry Jones : Mousie
- John Emery : Wheeler
- Juanita Moore : Hilda
- Herb Vigran : Barman

## Bande son et apparitions
Le film donne lieu, en arrière fond ou avant plan, à de nombreuses apparitions de jeunes vedettes du rock 'n' roll naissant :
1. The Girl Can't Help It - Little Richard
2. Tempo's Tempo - Nino Tempo
3. My Idea Of Love - Johnny Olenn
4. I Ain't Gonna Cry No More - Johnny Olenn
5. Ready Teddy - Little Richard
6. She's Got It - Little Richard
7. Cool It Baby - Eddie Fontaine
8. Cinnamon Sinner - Teddy Randazzo and the Three Chuckles
9. Spread the Word - Abbey Lincoln
10. Cry Me a River - Julie London
11. Be-Bop-A-Lula - Gene Vincent and His Blue Caps
12. Twenty Flight Rock - Eddie Cochran
13. Rock Around The Rockpile - Ray Anthony Orchestra
14. Rocking Is Our Business - The Treniers
15. Blue Monday - Fats Domino
16. You'll Never, Never Know - The Platters
17. Every Time You Kiss Me - inconnu, (avec Jayne Mansfield)

Le morceau-titre The Girl Can't Help It est une composition de Bobby Troup.